# 차광기 토우

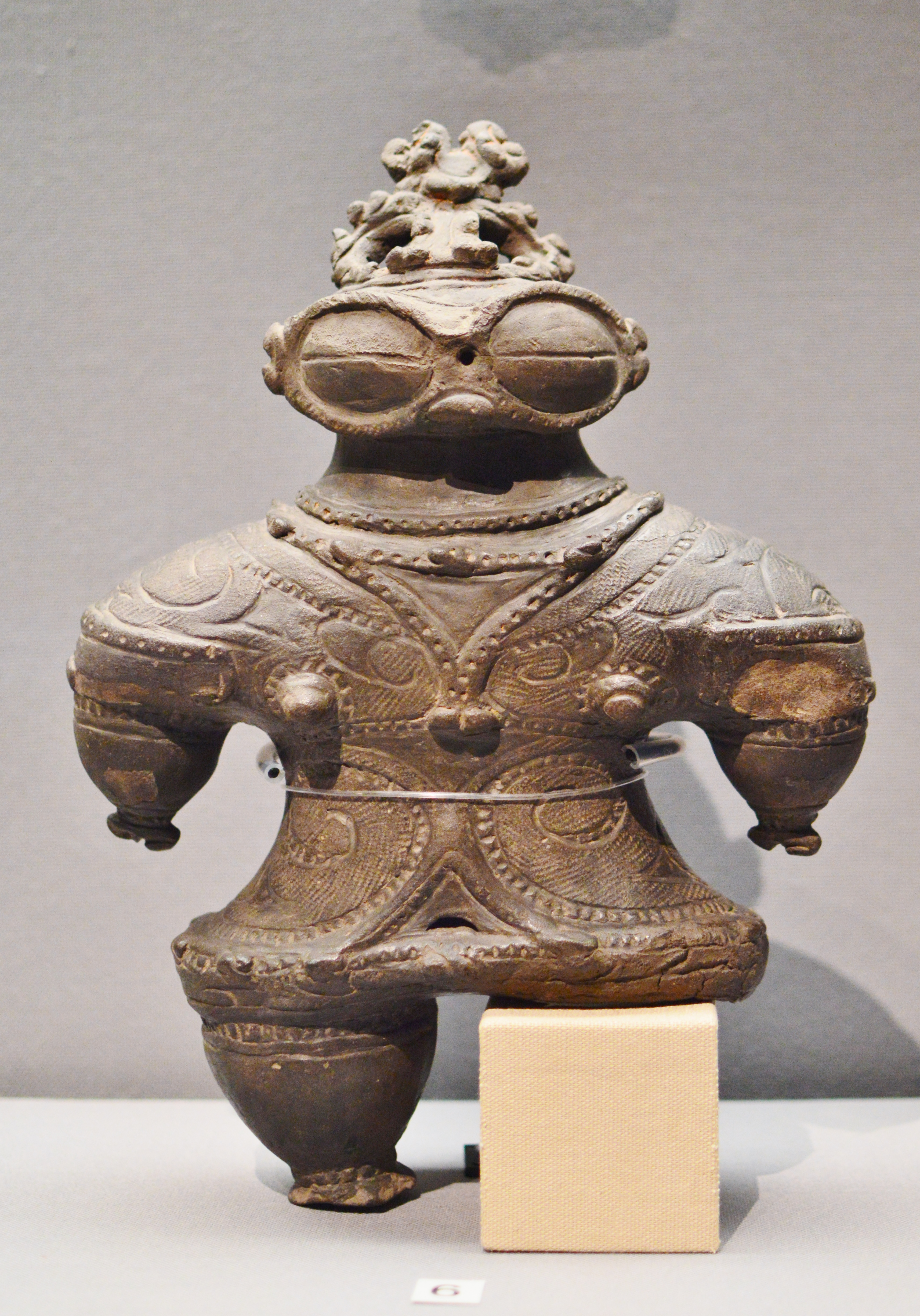

차광기 토우(일본어: 遮光器土偶 샤코키도구[*])는 조몬시대에 만들어진 토우의 일종이다. 일본에서 "토우"라고 하면 이것이 연상될 정도로 유명한 형태다. 전체적으로 인간형인데, 눈 부분이 마치 차광기(원시적 스노고글) 같은 형상을 하고 있어서 이런 명칭이 붙었다. 다만 이것은 차광기를 표현한 것은 아니고 눈을 과장되게 표현한 것으로 여겨진다.
차광기 토우는 주로 동북지방에서 출토된다. 또한 차광기 토우들을 모방한 토우들이 홋카이도 남부에서 관동, 중부를 거쳐 근기지방까지 분포한다. 모두 차광기 같은 눈에 큰 엉덩이와 유방, 잘록한 허리로 여성의 모습을 본땄다. 몸통에는 문양을 꾸미고 주(朱) 따위로 착색한 흔적이 있는 것이 많다. 대형 차광기 토우는 속이 비어 있다. 이것은 구울 때 깨지지 않게 하기 위함으로 생각된다.
온전한 상태로 발견되는 것은 드물고, 발콰 팔 등 신체 일부가 결손 또는 절단된 상태로 발견되는 것이 많다. 다산과 풍요를 기원하는 의식에서 토우의 몸 일부를 절단한 것으로 추측된다. 또 잘린 면에 접착제로 아스팔트가 부착된 것도 있어서, 절단한 부분을 수리해서 반복사용했을 것으로 여겨진다.

## 참고 자료
- 鈴木克彦『遮光器土偶の集成研究』弘前学院出版会、2015年3月31日。